# Alaktagi
Alaktagi (Allactaginae) – podrodzina ssaków z rodziny skoczkowatych (Dipodidae). 

## Zasięg występowania
Rodzaj obejmuje gatunki występujące w Azji.

## Systematyka
Do podrodziny alaktag zalicza się następujące występujące współcześnie rodzaje:
- Allactaga F. Cuvier, 1836 – alaktaga
- Allactodipus Kolesnikov, 1937 – alaktażnik – jedynym przedstawicielem jest Allactodipus bobrinskii Kolesnikov, 1937 – alaktażnik karakumski
- Orientallactaga Shenbrot, 1984
- Scarturus Gloger, 1841
- Pygeretmus Gloger, 1841 – grubogonek

Opisano również rodzaje wymarłe:
- Brachyscirtetes Schaub, 1934[9]
- Protalactaga Yang Zhongjian, 1927[10]